# Ópera Nacional de Washington
A Ópera Nacional de Washington (antes chamada de Ópera de Washington) é uma companhia de ópera de nível internacional, em Washington, DC, capital dos Estados Unidos. Timothy O’Leary, ex-diretor da Opera Saint Louis, é seu atual diretor-geral.

## História
A Ópera Nacional de Washington foi estabelecida em 1957 como Sociedade de Ópera de Washington, por Day Thorpe, crítico musical do jornal Washington Star. Paul Callaway, o dirigente do coro e organista da Catedral Nacional de Washington, foi seu primeiro Diretor Musical. Nos primeiros anos, a companhia apresentava óperas no Auditório Lisner da Universidade George Washington. As atuais produções são representadas na Casa de Ópera (Opera House) do Centro John F. Kennedy para as Artes Cênicas. Durante o período em que esse local passou por serviços de renovação e remodelação no ano de 2003, as apresentações foram deslocadas para o DAR Constitution Hall.

## A Ópera e Washington
Muitas das personalidades proeminentes de Washington gravitaram entusiasticamente para a Sociedade da Ópera e dedicaram anos de suas vidas para fazer da Ópera Nacional de Washington um empreendimento exitoso. Paul Callaway, o diretor do coro e o organista da Catedral Nacional de Washington, foi nomeado seu primeiro Diretor Musical. Dentre os pioneiros que colaboraram com tempo e em seguida com assistência financeira estão David Lloyd Kreeger, que mais tarde se tornou Presidente do Conselho da Ópera. Roger Stevens, como Presidente do Conselho do Centro John F. Kennedy para as Artes Cênicas, convidou a Ópera Nacional de Washington para estabelecer-se dentro do Centro Kennedy, onde se encontra até hoje.
O falecido Martin Feinstein, um dos primeiros diretores da Ópera Nacional de Washington, trouxe para a Casa muitos jovens cantores, muito antes de suas primeiras apresentações na Metropolitan Opera House. Sua iniciativa começou uma tradição da Ópera Nacional de Washington de cultivar jovens talentos. Cantores que iniciaram suas carreiras nesse programa foram Jerry Hadley e Denyce Graves, entre outros.